# 루이노랑어깨박쥐
루이노랑어깨박쥐(Sturnira luisi)는 주걱박쥐과(신세계잎코박쥐과)에 속하는 남아메리카 박쥐의 일종이다. 콜롬비아와 코스타리카, 적도기니, 파나마, 페루에서 발견된다.